# Pier della Vigna
Pier (eller Pietro) della Vigna (eller delle Vigne, omtrent 1190 i Capua—1249 i San Miniato) var en italiensk forfatter.
Han studerede retsvidenskab i Bologna, trådte 1220 i tjeneste hos kejser Frederik II og blev en af de mest fremtrædende personligheder ved dennes sicilianske hof, hvor videnskab, poesi og kunst nød så stor beskyttelse. Der betroedes Pier della Vigna det ene høje embede efter det andet, og til sidst blev han (1247) kejserlig kansler (protonotar og Siciliens Logotheta). Men 1249 styrtedes han, hans øjne blev stukket ud, og begik muligvis selvmord. Det hedder sig, at han havde været medvider i en sammensværgelse mod kejseren, men sikkert er det ikke. Pier della Vigna er et af de betydeligste navne i den sicilianske digterskole; man har nogle canzoner og sonetter på modersmålet samt et antal interessante breve på latin af ham.